# Serge Grenier
Serge Grenier (né à Québec le 15 mars 1939, et mort le 6 avril 2012, à Longueuil,) est un humoriste, scénariste et auteur québécois, membre cofondateur du quatuor humoristique Les Cyniques (1961-1972), formé à l'Université de Montréal (lui en philosophie, les trois autres en droit).

## Carrière
Serge Grenier fonde Les Cyniques en 1961 avec Marc Laurendeau, Marcel Saint-Germain et André Dubois.
Avec Les Cyniques, il est entre autres un des interprètes des films Seul ou avec d'autres (1961) et IXE-13 (1971) et participe au Bye-Bye 1971. Puis, dans sa carrière solo, il anime le premier gala Juste pour rire (1983), est un concepteur et participant aux émissions Piment Fort (1993-2001) ainsi que, notamment, à la revue Les Parlementeries en 2009, étant aussi l'un des piliers du magazine Croc.
En 1989, à Montréal, paraît son livre L'heureux élu, chez Ludcom, collection « Croc livre », 191 pages, 22 cm,  (ISBN 2-9203-4124-3). 
Ses derniers textes, disponibles en ligne, paraissent dans le journal Accès Laurentides, du 11 octobre au 27 décembre 2011 : Le père Gédéon, Noël au chalet, Tous à l'abri, La Butte à Mathieu, En français s'il vous plaît, Madame la Marquise.

## Style
Au sujet de Serge Grenier, André Dubois, du quatuor Les Cyniques, affirme que : « Le public, à l'époque, avait l'habitude de le définir comme le plus cynique des Cyniques », prenant comme cible préférée la religion imposée au Québec, il pouvait se permettre de repousser les limites de l'insolence. « Serge avait ce don-là : d'aller très très loin, mais de faire rire en même temps. »
Marc Laurendeau, l'autre survivant du quatuor ajoute que Serge Grenier manifestait un « humour très pince-sans-rire avec un style extrêmement original » et 
qu'il « était le plus littéraire » des quatre.
André Ducharme, qui fut coscripteur avec Serge Grenier à l'émission Piment Fort (jeu télévisé), croit que « la plus grande force de Serge Grenier était son grand talent pour faire des blagues très méchantes sur un ton angélique, calme et très neutre ».

## Maladie et décès
Souffrant de  problèmes cognitifs graves depuis décembre 2011, il est diagnostiqué, en janvier, d'un syndrome frontal et admis (contre son gré) le 30 mars 2012 aux Jardins d'Amour, une résidence de soins de longue durée de Saint-Lambert, conçu pour une vingtaine de personnes de son état. La même journée, il tente de s'enfuir par la fenêtre de sa chambre en se servant de draps noués et se brise des vertèbres et les jambes, en chutant du troisième étage,. Retrouvé conscient mais incapable de bouger et nécessitant de l'assistance respiratoire, il est conduit à l'hôpital Charles-LeMoyne de Longueuil, où il meurt le 6 avril 2012 d'une pneumonie, à l'âge de 73 ans. 
Le coroner Jacques Robinson fut chargé d'enquêter, dans un but préventif, pour déterminer les circonstances particulières inhérentes à sa délocalisation et à son évasion,. Il a conclu que le drame était évitable et a recommandé « que la formation des intervenants qui remplissent les documents médicaux soit améliorée, que le mécanisme de blocage des fenêtres des Jardins d'Amour soit revu et que l'information concernant les nouveaux résidents soit communiquée au centre au moins 24 heures avant leur arrivée ».